# Dingolshausen
Dingolshausen település Németországban, azon belül Bajorországban. Lakosainak száma 1419 fő (2023. december 31.).

## Népesség
A település népessége az elmúlt években az alábbi módon változott:
| Lakosok száma | 536  | 765  | 817  | 1105 | 1289 | 1318 | 1291 | 1302 | 1400 | 1419 |
|               | 1875 | 1950 | 1975 | 1987 | 2012 | 2014 | 2016 | 2017 | 2021 | 2023 |